# Tetragnatha khanjahani
Tetragnatha khanjahani este o specie de păianjeni din genul Tetragnatha, familia Tetragnathidae, descrisă de Kalipada Biswas și Raychaudhuri, 1996.
Este endemică în Bangladesh. Conform Catalogue of Life specia Tetragnatha khanjahani nu are subspecii cunoscute.